# Coupe d'Europe des vainqueurs de coupe de football 1988-1989
Navigation
Coupe des coupes 1987-1988 Coupe des coupes 1989-1990
La Coupe d'Europe des vainqueurs de coupe 1988-1989 voit le sacre du club espagnol du FC Barcelone, qui bat les Italiens de la Sampdoria de Gênes lors de la finale disputée au Stade du Wankdorf de Berne.
C'est le 3e titre du FC Barcelone dans la compétition après ses victoires en 1979 et 1982. C'est également la dixième finale européenne disputée par les Blaugrana. Quant à la Sampdoria de Gênes qui dispute là la première finale de Coupe d'Europe de son histoire,c'est le septième club italien à atteindre le stade de la compétition.
C'est l'attaquant bulgare Hristo Stoitchkov du CSKA Sofia qui termine meilleur buteur de l'épreuve avec sept réalisations.
Le tenant du titre, le FC Malines, réussit à atteindre le dernier carré de la compétition, pour la deuxième participation à une Coupe d'Europe de son histoire. Il a dû pour cela écarter l'autre club belge engagé, le RSC Anderlecht, en huitièmes de finale, pour ce qui constitue le premier duel entre clubs belges de l'histoire des compétitions européennes.

## Tour préliminaire
| Équipe 1         | Résultat | Équipe 2 | Aller | Retour |
| ---------------- | -------- | -------- | ----- | ------ |
| Békéscsabai ESSC | 4 - 2    | Bryne FK | 3 - 0 | 1 - 2  |

## Seizièmes de finale
| Équipe 1                    | Résultat | Équipe 2            | Aller | Retour |
| --------------------------- | -------- | ------------------- | ----- | ------ |
| Derry City FC               | 0 - 4    | Cardiff City FC     | 0 - 0 | 0 - 4  |
| Glenavon FC                 | 2 - 7    | AGF Århus           | 1 - 4 | 1 - 3  |
| Fram Reykjavik              | 0 - 7    | FC Barcelone        | 0 - 2 | 0 - 5  |
| KS Flamurtari Vlorë         | 2 - 4    | Lech Poznań         | 2 - 3 | 0 - 1  |
| TJ Internacional Bratislava | 2 - 8    | CSKA Sofia          | 2 - 3 | 0 - 5  |
| Omonia Nicosie              | 0 - 3    | Panathinaïkos       | 0 - 1 | 0 - 2  |
| Roda JC                     | 2 - 1    | Vitoria Guimarães   | 2 - 0 | 0 - 1  |
| FK Borac Banja Luka         | 2 - 4    | Metalist Kharkiv    | 2 - 0 | 0 - 4  |
| Grasshopper Zürich          | 0 - 1    | Eintracht Francfort | 0 - 0 | 0 - 1  |
| Sakaryaspor                 | 2 - 1    | Békéscsabai ESSC    | 2 - 0 | 0 - 1  |
| FC Malines                  | 8 - 1    | FC Avenir Beggen    | 5 - 0 | 3 - 1  |
| FC Metz                     | 1 - 5    | RSC Anderlecht      | 1 - 3 | 0 - 2  |
| Floriana FC                 | 0 - 1    | Dundee United       | 0 - 0 | 0 - 1  |
| FC Dinamo Bucarest          | 6 - 0    | Kuusysi Lahti       | 3 - 0 | 3 - 0  |
| FC Carl Zeiss Iéna          | 5 - 1    | Kremser SC          | 5 - 0 | 0 - 1  |
| IFK Norrköping              | 2 - 3    | Sampdoria de Gênes  | 2 - 1 | 0 - 2  |

## Huitièmes de finale
| Équipe 1            | Résultat | Équipe 2           | Aller | Retour             |
| ------------------- | -------- | ------------------ | ----- | ------------------ |
| Cardiff City FC     | 1 - 6    | AGF Århus          | 1 - 2 | 0 - 4              |
| FC Barcelone        | 2 - 2    | Lech Poznań        | 1 - 1 | 1 - 1 ap (5-4) tab |
| CSKA Sofia          | 3 - 0    | Panathinaïkos      | 2 - 0 | 1 - 0              |
| Roda JC             | 1 - 0    | Metalist Kharkiv   | 1 - 0 | 0 - 0              |
| Eintracht Francfort | 6 - 1    | Sakaryaspor        | 3 - 1 | 3 - 0              |
| FC Malines          | 3 - 0    | RSC Anderlecht     | 1 - 0 | 2 - 0              |
| Dundee United       | 1 - 2    | FC Dinamo Bucarest | 0 - 1 | 1 - 1              |
| FC Carl Zeiss Iéna  | 2 - 4    | Sampdoria de Gênes | 1 - 1 | 1 - 3              |

## Quarts de finale
| Équipe 1            | Résultat | Équipe 2           | Aller  | Retour             |
| ------------------- | -------- | ------------------ | ------ | ------------------ |
| AGF Århus           | 0 - 1    | FC Barcelone       | 0 - 1  | 0 - 0              |
| CSKA Sofia          | 3 - 3    | Roda JC            | 2 - 1  | 1 - 2 ap (4-3) tab |
| Eintracht Francfort | 0 - 1    | FC Malines         | 0 - 0  | 0 - 1              |
| FC Dinamo Bucarest  | 1 - 1    | Sampdoria de Gênes | 1 - 1e | 0 - 0              |

## Demi-finales
| Équipe 1     | Résultat | Équipe 2           | Aller | Retour |
| ------------ | -------- | ------------------ | ----- | ------ |
| FC Barcelone | 6 - 3    | CSKA Sofia         | 4 - 2 | 2 - 1  |
| FC Malines   | 2 - 4    | Sampdoria de Gênes | 2 - 1 | 0 - 3  |

## Finale
| Équipe 1     | Résultat | Équipe 2           |
| ------------ | -------- | ------------------ |
| FC Barcelone | 2 - 0    | Sampdoria de Gênes |